# Henry Geldzahler (película)
Henry Geldzahler es una película de largo metraje de cine underground realizada en el año 1964 y dirigida por el artista estadounidense Andy Warhol.

## Argumento
La película presenta al comisario de arte Henry Geldzahler fumando un cigarro y mostrándose cada vez más incómodo durante 97 minutos. Se rodó silenciosa y en blanco y negro durante la primera semana de julio de 1964, y Warhol utilizó la película sobrante de la filmación de Empire.